# 尾張猿田彦神社
尾張猿田彦神社（おわりさるたひこじんじゃ）は、愛知県一宮市奥町にある神社である。

## 概要
元々は木曽川河川敷（通称：大巻山）に慶長14年（1608年）より鎮座していた、千勝神社（祭神：猿田彦大神）と宇受売神社（祭神：天宇受売大神）である。堤防拡幅に伴い、千勝神社・宇受売神社のお社を残し周辺の住宅（大凡30棟）が取り壊された。その後、地元の人々のために1985年（昭和60年）頃、堤防を挟み奥町の町中に本殿が設置され、尾張猿田彦神社と称されたという。千勝神社と宇受売神社は尾張猿田彦神社の奥宮となっている。
この大巻山は神領地として神宮のご遷宮のとき、筏の御用材が伊勢湾に入る為に綱の締め直しをする場所で、伊勢湾にでた後もご用材が無事届くよう導きの大神である猿田彦大神が祀られた。そして宿は氏神の若宮神明社があたった。
この神縁により、今では「鳥居・標」が設けられ伊勢神宮の遥拝所として多くの人に参拝され、御遷宮のときには祭り・儀式が行われた。上には渡船もあった。この鳥居は、昭和28年遷宮の時に神宮より下げ渡された、神宮第3の鳥居である。
近年まで尾張猿田彦神社は宗教法人ではなかったが、2005年（平成17年）1月5日に宗教法人としての設立登記がなされた。
神社本庁には所属しない単立神社で、独自の神職資格「直階」を講習会受講者の中から選考で授与している。神社本庁の神職任用資格と同名ではあるが、神社本庁包括下神社では有効ではないので留意が必要である。

## 祭神
主神
猿田彦大神
合祀
天宇受賣大神
末廣稲荷大神
塩竈大神
独尊大神（稚産霊神）

## 交通機関
- 名鉄尾西線 奥町駅より徒歩で約10分。
- i-バス：尾西北コース「南町」バス停下車、徒歩で約5分。